# Lijst van nummer 1-hits in Italië in 2011
Deze hits stonden in 2011 op nummer 1 in de FIMI Single Top 10, de bekendste hitlijst in Italië.
| Datum        | Artiest                  | Titel                |
| ------------ | ------------------------ | -------------------- |
| 6 januari    | Jovanotti                | Tutto l'amore che ho |
| 13 januari   | Jovanotti                | Tutto l'amore che ho |
| 20 januari   | Jovanotti                | Tutto l'amore che ho |
| 27 januari   | Adele                    | Rolling in the deep  |
| 3 februari   | Adele                    | Rolling in the deep  |
| 10 februari  | Adele                    | Rolling in the deep  |
| 17 februari  | Vasco Rossi              | Eh... già            |
| 24 februari  | Modà & Emma              | Arriverà             |
| 3 maart      | Modà & Emma              | Arriverà             |
| 10 maart     | Modà & Emma              | Arriverà             |
| 17 maart     | Modà & Emma              | Arriverà             |
| 24 maart     | Modà & Emma              | Arriverà             |
| 31 maart     | Jennifer Lopez & Pitbull | On the floor         |
| 7 april      | Jennifer Lopez & Pitbull | On the floor         |
| 14 april     | Jennifer Lopez & Pitbull | On the floor         |
| 21 april     | Jennifer Lopez & Pitbull | On the floor         |
| 28 april     | Alexandra Stan           | Mr. Saxobeat         |
| 5 mei        | Alexandra Stan           | Mr. Saxobeat         |
| 12 mei       | Alexandra Stan           | Mr. Saxobeat         |
| 19 mei       | Alexandra Stan           | Mr. Saxobeat         |
| 26 mei       | Don Omar & Lucenzo       | Danza kuduro         |
| 2 juni       | Don Omar & Lucenzo       | Danza kuduro         |
| 9 juni       | Don Omar & Lucenzo       | Danza kuduro         |
| 16 juni      | Don Omar & Lucenzo       | Danza kuduro         |
| 23 juni      | Don Omar & Lucenzo       | Danza kuduro         |
| 30 juni      | Don Omar & Lucenzo       | Danza kuduro         |
| 7 juli       | Don Omar & Lucenzo       | Danza kuduro         |
| 14 juli      | Don Omar & Lucenzo       | Danza kuduro         |
| 21 juli      | Don Omar & Lucenzo       | Danza kuduro         |
| 28 juli      | Don Omar & Lucenzo       | Danza kuduro         |
| 4 augustus   | Maria Gadú               | Shimbalaiê           |
| 11 augustus  | Maria Gadú               | Shimbalaiê           |
| 18 augustus  | Maria Gadú               | Shimbalaiê           |
| 25 augustus  | Maria Gadú               | Shimbalaiê           |
| 1 september  | Maria Gadú               | Shimbalaiê           |
| 8 september  | Vasco Rossi              | I soliti             |
| 15 september | Vasco Rossi              | I soliti             |
| 22 september | Laura Pausini            | Benvenuto            |
| 29 september | Adele                    | Someone like you     |
| 6 oktober    | Adele                    | Someone like you     |
| 13 oktober   | Adele                    | Someone like you     |
| 20 oktober   | Adele                    | Someone like you     |
| 27 oktober   | Adele                    | Someone like you     |
| 3 november   | Adele                    | Someone like you     |
| 10 november  | Adele                    | Someone like you     |
| 17 november  | Adele                    | Someone like you     |
| 24 november  | Adele                    | Someone like you     |
| 1 december   | Adele                    | Someone like you     |
| 8 december   | Adele                    | Someone like you     |
| 15 december  | Michel Teló              | Ai se eu te pego!    |
| 22 december  | Michel Teló              | Ai se eu te pego!    |
| 29 december  | Michel Teló              | Ai se eu te pego!    |